# Inocybe geophylla
Espèce
Inocybe geophylla, Inocybe à lames couleur de terre ou Inocybe terreux, est une espèce de champignons agaricomycètes du genre Inocybe et de la famille des Inocybaceae.

## Description
Le chapeau de 2 à 4 cm, est conique campanulé, toujours mamelonné. Sa cuticule lisse devient avec l'âge soyeuse et souvent un peu gras au toucher. Blanc de lait, elle devient un peu ochracé en vieillissant. La marge reste longtemps enroulée. L'hyménium est disposé en lames adnées-échancrées, larges, irrégulières, blanches, blanc gris puis gris terreux. Le pied, haut de 8 cm et large de 0,6 cm, est cylindrique à plus élargi vers la base mais sans bulbe. Il est blanc, poudré pruineux au moins dans le tiers supérieur/ La chair blanche à grisâtre a une saveur légèrement âcre et une odeur spermatique prononcée. La sporée est brun tabac.

## Habitat
Ce champignon est l'un des inocybes les plus fréquents, très courant en été et en automne (de juin à novembre), surtout dans les sous-bois ombragés de feuillus où il pousse parfois en masse, parfois sous couvert de feuillus de conifères.

## Confusion
Il est facile à reconnaître avec ses teintes très pâles et ses lames qui deviennent grises. C'est surtout lorsqu'il est lilas (on parle alors de la variété lilacea) ou violacé (variété violacea) qu'il peut être confondu avec le Laccaire améthyste, bon comestible, qui a un chapeau feutré, des lames plus serrées et une chair inodore. L'Inocybe terreux est en effet l'un des plus toxiques des inocybes car il contient une dose relativement élevée de muscarine qui agit parfois en quelques minutes, causant des empoisonnements de type muscarinien.